# Neverke
Neverke so naselje v Občini Pivka.